# Die Schlümpfe/Auszeichnungen für Musikverkäufe

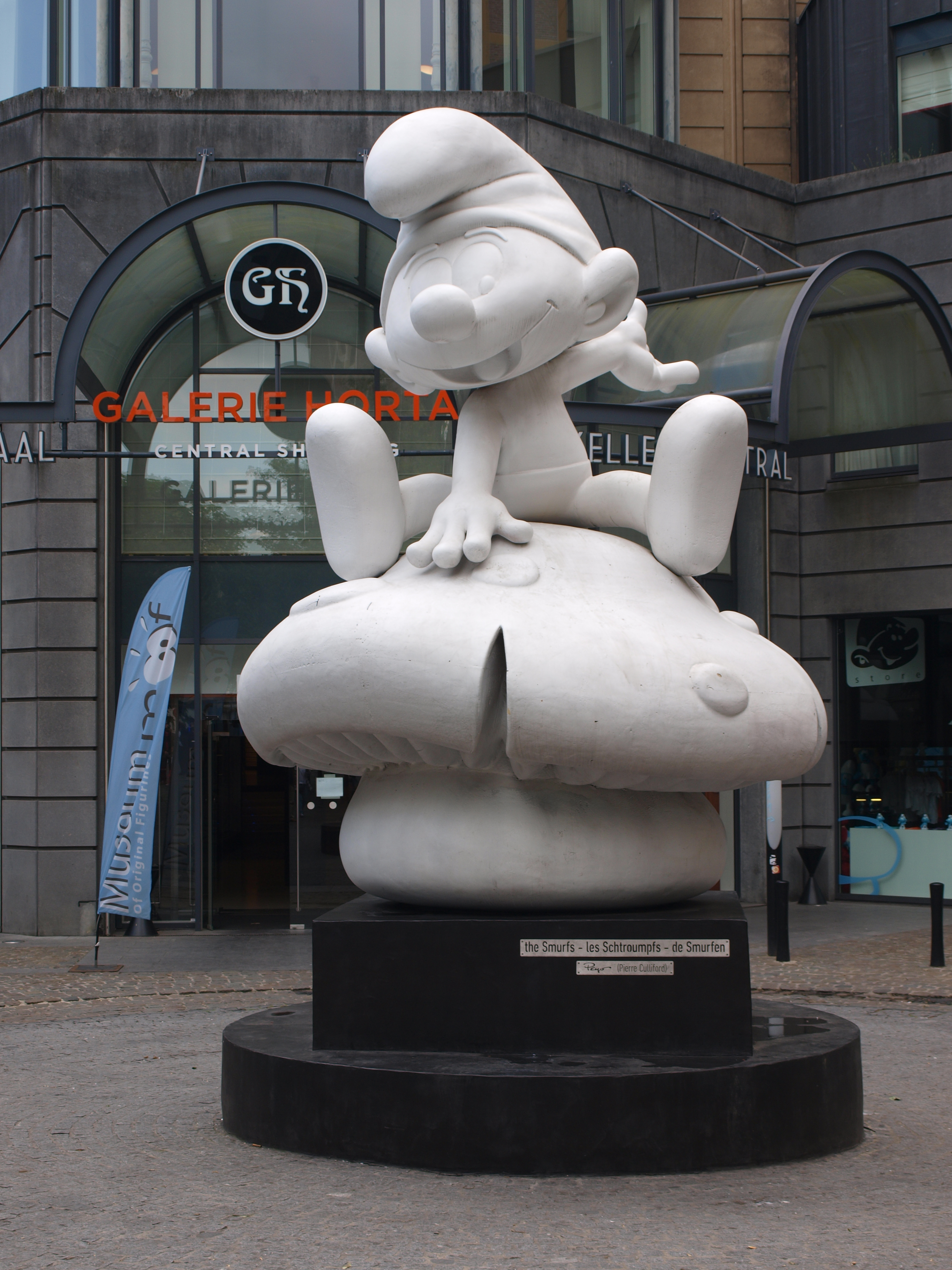
Schlumpfstatue in Brüssel (bei Galerie Horta)

Dies ist eine Übersicht über die Auszeichnungen für Musikverkäufe der Comicreihe Die Schlümpfe. Die Auszeichnungen finden sich nach ihrer Art (Gold, Platin usw.), nach Staaten getrennt in chronologischer Reihenfolge, geordnet sowie nach den Tonträgern selbst, ebenfalls in chronologischer Reihenfolge, getrennt nach Medium (Alben, Singles usw.), wieder.

## Auszeichnungen
| - Vereinigtes Königreich - 1979: für die Single Dippety Day - 2013: für die Single I’ve Got a Little Puppy - Belgien - 1995: für das Album Houseparty - 1996: für das Album 3, 2, 1 Smurfen Hits - 1998: für das Album De Wilde Smurf - 1998: für das Album Fiësta - 2011: für das Album Smurfenhits - 2011: für das Album Smurfenparty - Deutschland - 1983: für das Album Hitparade der Schlümpfe 2 - 1995: für die Single Schlumpfen Cowboy Joe - 1997: für das Album Balla Balla Vol. 5 - 1997: für das Album Irre Galaktisch! Vol. 6 - 1998: für das Album Fette Fete! Vol. 7 - 1998: für das Hörspiel Hitparade der Schlümpfe - 1999: für das Album Jetzt knallt’s Vol. 10 - 2000: für das Album Eiskalt Erwischt! - 2004: für das Album Schlumpfhausen sucht den Superschlumpf - Finnland - 1998: für das Album Kesähitit Vol. 4 - 1999: für das Album Vuosituhannen bileet Vol. 6 - 2001: für das Album Hip Hop Hitit Vol. 8 - 2004: für die Single Heilutaan Megaidolit - 2007: für das Album Rakettihitit - 2012: für das Album Lätkä Boogie Vol. 20 - 2012: für das Album Suomihitit 2012 Vol. 21 - Frankreich - 1995: für die Single No No No (Limit) - 1997: für das Album La Schtroumpf Party Vol. 3 - Kanada - 1982: für das Album Best of Friends - 1982: für das Album Father Abraham in Smurfland - Niederlande - 2008: für das Album Ja Wij Zijn De Smurfen - 2008: für das Album Wij Zijn De Smurfen! - 2011: für das Album Wij Willen Smurfen - Norwegen - 1998: für das Album Smurfehits 4 - 1999: für das Album Jul i Smurfeland - 1999: für das Album Smurfehits 5 - 1999: für das Album Smurfehits 6 - Österreich - 1995: für die Single Schlumpfen Cowboy Joe - 1998: für das Album Fette Fete! Vol. 7 - 1998: für das Album Oh Du Schlumpfige! - 1999: für das Album Jetzt knallt’s Vol. 10 - 2000: für das Album Eiskalt Erwischt! - 2000: für das Album Total abgespaced - 2001: für das Album Die fette 13 - Polen - 2000: für das Album Smerfne Hity 8 - Schweden - 1999: für das Album Smurfhits 6 - 1999: für das Album Smurfhits 7 - Schweiz - 1997: für das Album Balla Balla Vol. 5 - 1998: für das Album Fette Fete! Vol. 7 - 2003: für das Album Wir singen hey ho! Vol. 14 - Ungarn - 2000: für das Album 8: Hupikék Hópihék - 2001: für das Album 9: Örökzöldek Hupikékben - 2002: für das Album 10: Hepi Hupileum - Vereinigtes Königreich - 1978: für die Single The Smurf Song - 1997: für das Album The Smurfs Hits ’97 (EMI TV) - 2013: für das Album The Smurfs Hits ’97 (Parlophone) | - Frankreich - 1996: für das Album La Schtroumpf Party - Deutschland - 1978: für die Single Das Lied der Schlümpfe - 1979: für das Album Vader Abraham im Land der Schlümpfe - 1981: für das Album Hitparade der Schlümpfe - 1996: für das Album Voll der Winter Vol. 4 - Europa - 1996: für das Album Tekkno ist cool - 1999: für das Album Alles Banane Vol. 3 - Finnland - 1997: für das Album Tanssihitit Vol. 2 - 1997: für das Album Tanssihitit Vol. 3 - 1998: für das Album Avaruudessa Vol. 5 - 2000: für das Album Hip Hop Hitit Vol. 7 - 2003: für das Album Tykkihitit Vol. 11 - 2004: für das Album Megaidolit Vol. 12 - 2005: für das Album Super-Hyper Hitit Vol. 13 - 2006: für das Album Hokkus Pokkus Hitit! Vol. 14 - 2012: für das Album Joulubileet Vol. 18 - 2012: für das Album Leffaboogie Vol. 19 - Niederlande - 1995: für das Album Houseparty - 1995: für die Single No Limit - 1995: für das Album Smurf The House - Norwegen - 1996: für das Album Smurfehits 1 - 1997: für das Album Smurfehits 3 - 1999: für das Album Smurfehits 2 - Österreich - 1996: für das Album Voll der Winter Vol. 4 - 1997: für das Album Balla Balla Vol. 5 - 1997: für das Album Irre Galaktisch! Vol. 6 - Polen - 1997: für das Album Smerfne Hity 2 - 1998: für das Album Smerfna Zima - 2000: für das Album Smerfne Hity 3 - 2000: für das Album Smerfne Hity 4 - Schweden - 1997: für das Album Smurfhits 1 - 1997: für das Album Smurfhits 2 - 1998: für das Album Smurfhits 3 - 1998: für das Album Smurfhits 4 - 1999: für das Album Smurfhits 5 - Schweiz - 1995: für das Album Tekkno ist cool - 1996: für das Album Alles Banane Vol. 3 - 1996: für das Album Megaparty Vol. 2 - 1996: für das Album Voll der Winter Vol. 4 - 1998: für das Album Irre Galaktisch! Vol. 6 - Spanien - 1997: für das Album ¡Van A Tope! - 1999: für das Album ¡¡Corazón Pitufo!! - 2000: für das Album Los Pitufos 2000 - 2001: für das Album Fiesta Pitufa - Vereinigtes Königreich - 1996: für das Album The Smurfs Christmas Party (EMI TV) - 2013: für das Album The Smurfs Christmas Party (Parlophone) | - Deutschland - 1996: für das Album Megaparty Vol. 2 - 1997: für das Album Alles Banane Vol. 3 - Deutschland - 1996: für das Album Tekkno ist cool - Finnland - 2006: für das Album RapRockHitit Vol. 10 - Kanada - 1982: für das Album Smurfing Sing Song - 1982: für das Album The Smurfs All Star Show - Niederlande - 1995: für das Album Ga Je Mee Naar Smurfenland - Österreich - 1996: für das Album Alles Banane Vol. 3 - 1996: für das Album Megaparty Vol. 2 - Spanien - 1998: für das Album ¡¡A Bailar Pitufos!! - Vereinigtes Königreich - 1996: für das Album Smurfs Go Pop - Finnland - 1997: für das Album Tanssihitit Vol. 1 - Österreich - 1997: für das Album Tekkno ist cool - Polen - 1998: für das Album Smerfne Hity 1 |

## Auszeichnungen nach Alben

### De Smurfen – 3, 2, 1 Smurfen Hits
| Land/Region    | Auszeichnungen für Musikverkäufe (Land/Region, Auszeichnung, Verkäufe) | Verkäufe |
| -------------- | ---------------------------------------------------------------------- | -------- |
| Belgien (BRMA) | Gold                                                                   | 25.000   |
| Insgesamt      | 1× Gold ·                                                              | 25.000   |

### De Smurfen – De Wilde Smurf
| Land/Region    | Auszeichnungen für Musikverkäufe (Land/Region, Auszeichnung, Verkäufe) | Verkäufe |
| -------------- | ---------------------------------------------------------------------- | -------- |
| Belgien (BRMA) | Gold                                                                   | 25.000   |
| Insgesamt      | 1× Gold ·                                                              | 25.000   |

### De Smurfen – Fiësta
| Land/Region    | Auszeichnungen für Musikverkäufe (Land/Region, Auszeichnung, Verkäufe) | Verkäufe |
| -------------- | ---------------------------------------------------------------------- | -------- |
| Belgien (BRMA) | Gold                                                                   | 25.000   |
| Insgesamt      | 1× Gold ·                                                              | 25.000   |

### De Smurfen – Ga Je Mee Naar Smurfenland
| Land/Region        | Auszeichnungen für Musikverkäufe (Land/Region, Auszeichnung, Verkäufe) | Verkäufe |
| ------------------ | ---------------------------------------------------------------------- | -------- |
| Niederlande (NVPI) | 2× Platin                                                              | 200.000  |
| Insgesamt          | 2× Platin ·                                                            | 200.000  |

### De Smurfen – Houseparty
| Land/Region        | Auszeichnungen für Musikverkäufe (Land/Region, Auszeichnung, Verkäufe) | Verkäufe |
| ------------------ | ---------------------------------------------------------------------- | -------- |
| Belgien (BRMA)     | Gold                                                                   | 25.000   |
| Niederlande (NVPI) | Platin                                                                 | 100.000  |
| Insgesamt          | 1× Gold · 1× Platin ·                                                  | 125.000  |

### De Smurfen – Ja Wij Zijn De Smurfen
| Land/Region        | Auszeichnungen für Musikverkäufe (Land/Region, Auszeichnung, Verkäufe) | Verkäufe |
| ------------------ | ---------------------------------------------------------------------- | -------- |
| Niederlande (NVPI) | Gold                                                                   | 30.000   |
| Insgesamt          | 1× Gold ·                                                              | 30.000   |

### De Smurfen – Smurf The House
| Land/Region        | Auszeichnungen für Musikverkäufe (Land/Region, Auszeichnung, Verkäufe) | Verkäufe |
| ------------------ | ---------------------------------------------------------------------- | -------- |
| Niederlande (NVPI) | Platin                                                                 | 100.000  |
| Insgesamt          | 1× Platin ·                                                            | 100.000  |

### De Smurfen – Smurfenhits
| Land/Region    | Auszeichnungen für Musikverkäufe (Land/Region, Auszeichnung, Verkäufe) | Verkäufe |
| -------------- | ---------------------------------------------------------------------- | -------- |
| Belgien (BRMA) | Gold                                                                   | 15.000   |
| Insgesamt      | 1× Gold ·                                                              | 15.000   |

### De Smurfen – Smufenparty
| Land/Region    | Auszeichnungen für Musikverkäufe (Land/Region, Auszeichnung, Verkäufe) | Verkäufe |
| -------------- | ---------------------------------------------------------------------- | -------- |
| Belgien (BRMA) | Gold                                                                   | 15.000   |
| Insgesamt      | 1× Gold ·                                                              | 15.000   |

### De Smurfen – Wij Willen Smurfen
| Land/Region        | Auszeichnungen für Musikverkäufe (Land/Region, Auszeichnung, Verkäufe) | Verkäufe |
| ------------------ | ---------------------------------------------------------------------- | -------- |
| Niederlande (NVPI) | Gold                                                                   | 25.000   |
| Insgesamt          | 1× Gold ·                                                              | 25.000   |

### De Smurfen – Wij Zijn De Smurfen!
| Land/Region        | Auszeichnungen für Musikverkäufe (Land/Region, Auszeichnung, Verkäufe) | Verkäufe |
| ------------------ | ---------------------------------------------------------------------- | -------- |
| Niederlande (NVPI) | Gold                                                                   | 30.000   |
| Insgesamt          | 1× Gold ·                                                              | 30.000   |

### Die Schlümpfe – Alles Banane Vol. 3
| Land/Region        | Auszeichnungen für Musikverkäufe (Land/Region, Auszeichnung, Verkäufe) | Verkäufe  |
| ------------------ | ---------------------------------------------------------------------- | --------- |
| Deutschland (BVMI) | 3× Gold                                                                | (750.000) |
| Europa (IFPI)      | Platin                                                                 | 1.000.000 |
| Österreich (IFPI)  | 2× Platin                                                              | (100.000) |
| Schweiz (IFPI)     | Platin                                                                 | (50.000)  |
| Insgesamt          | 1× Gold · 5× Platin ·                                                  | 1.000.000 |

### Die Schlümpfe – Balla Balla Vol. 5
| Land/Region        | Auszeichnungen für Musikverkäufe (Land/Region, Auszeichnung, Verkäufe) | Verkäufe |
| ------------------ | ---------------------------------------------------------------------- | -------- |
| Deutschland (BVMI) | Gold                                                                   | 250.000  |
| Österreich (IFPI)  | Platin                                                                 | 50.000   |
| Schweiz (IFPI)     | Gold                                                                   | 25.000   |
| Insgesamt          | 2× Gold · 1× Platin ·                                                  | 325.000  |

### Die Schlümpfe – Die fette 13
| Land/Region       | Auszeichnungen für Musikverkäufe (Land/Region, Auszeichnung, Verkäufe) | Verkäufe |
| ----------------- | ---------------------------------------------------------------------- | -------- |
| Österreich (IFPI) | Gold                                                                   | 20.000   |
| Insgesamt         | 1× Gold ·                                                              | 20.000   |

### Die Schlümpfe – Eiskalt Erwischt!
| Land/Region        | Auszeichnungen für Musikverkäufe (Land/Region, Auszeichnung, Verkäufe) | Verkäufe |
| ------------------ | ---------------------------------------------------------------------- | -------- |
| Deutschland (BVMI) | Gold                                                                   | 150.000  |
| Österreich (IFPI)  | Gold                                                                   | 25.000   |
| Insgesamt          | 2× Gold ·                                                              | 175.000  |

### Die Schlümpfe – Fette Fete! Vol. 7
| Land/Region        | Auszeichnungen für Musikverkäufe (Land/Region, Auszeichnung, Verkäufe) | Verkäufe |
| ------------------ | ---------------------------------------------------------------------- | -------- |
| Deutschland (BVMI) | Gold                                                                   | 250.000  |
| Österreich (IFPI)  | Gold                                                                   | 25.000   |
| Schweiz (IFPI)     | Gold                                                                   | 25.000   |
| Insgesamt          | 3× Gold ·                                                              | 300.000  |

### Die Schlümpfe – Hitparade der Schlümpfe
| Land/Region        | Auszeichnungen für Musikverkäufe (Land/Region, Auszeichnung, Verkäufe) | Verkäufe |
| ------------------ | ---------------------------------------------------------------------- | -------- |
| Deutschland (BVMI) | Platin                                                                 | 500.000  |
| Insgesamt          | 1× Platin ·                                                            | 500.000  |

### Die Schlümpfe – Hitparade der Schlümpfe (Hörspiel)
| Land/Region        | Auszeichnungen für Musikverkäufe (Land/Region, Auszeichnung, Verkäufe) | Verkäufe |
| ------------------ | ---------------------------------------------------------------------- | -------- |
| Deutschland (BVMI) | Gold                                                                   | 250.000  |
| Insgesamt          | 1× Gold ·                                                              | 250.000  |

### Die Schlümpfe – Hitparade der Schlümpfe 2
| Land/Region        | Auszeichnungen für Musikverkäufe (Land/Region, Auszeichnung, Verkäufe) | Verkäufe |
| ------------------ | ---------------------------------------------------------------------- | -------- |
| Deutschland (BVMI) | Gold                                                                   | 250.000  |
| Insgesamt          | 1× Gold ·                                                              | 250.000  |

### Die Schlümpfe – Irre Galaktisch! Vol. 6
| Land/Region        | Auszeichnungen für Musikverkäufe (Land/Region, Auszeichnung, Verkäufe) | Verkäufe |
| ------------------ | ---------------------------------------------------------------------- | -------- |
| Deutschland (BVMI) | Gold                                                                   | 250.000  |
| Österreich (IFPI)  | Platin                                                                 | 50.000   |
| Schweiz (IFPI)     | Platin                                                                 | 50.000   |
| Insgesamt          | 1× Gold · 2× Platin ·                                                  | 350.000  |

### Die Schlümpfe – Jetzt knallt’s Vol. 10
| Land/Region        | Auszeichnungen für Musikverkäufe (Land/Region, Auszeichnung, Verkäufe) | Verkäufe |
| ------------------ | ---------------------------------------------------------------------- | -------- |
| Deutschland (BVMI) | Gold                                                                   | 250.000  |
| Österreich (IFPI)  | Gold                                                                   | 25.000   |
| Insgesamt          | 2× Gold ·                                                              | 275.000  |

### Die Schlümpfe – Megaparty Vol. 2
| Land/Region        | Auszeichnungen für Musikverkäufe (Land/Region, Auszeichnung, Verkäufe) | Verkäufe |
| ------------------ | ---------------------------------------------------------------------- | -------- |
| Deutschland (BVMI) | 3× Gold                                                                | 750.000  |
| Österreich (IFPI)  | 2× Platin                                                              | 100.000  |
| Schweiz (IFPI)     | Platin                                                                 | 50.000   |
| Insgesamt          | 1× Gold · 4× Platin ·                                                  | 900.000  |

### Die Schlümpfe – Oh Du Schlumpfige!
| Land/Region       | Auszeichnungen für Musikverkäufe (Land/Region, Auszeichnung, Verkäufe) | Verkäufe |
| ----------------- | ---------------------------------------------------------------------- | -------- |
| Österreich (IFPI) | Gold                                                                   | 25.000   |
| Insgesamt         | 1× Gold ·                                                              | 25.000   |

### Die Schlümpfe – Schlumpfhausen sucht den Superschlumpf
| Land/Region        | Auszeichnungen für Musikverkäufe (Land/Region, Auszeichnung, Verkäufe) | Verkäufe |
| ------------------ | ---------------------------------------------------------------------- | -------- |
| Deutschland (BVMI) | Gold                                                                   | 100.000  |
| Insgesamt          | 1× Gold ·                                                              | 100.000  |

### Die Schlümpfe – Tekkno ist cool
| Land/Region        | Auszeichnungen für Musikverkäufe (Land/Region, Auszeichnung, Verkäufe) | Verkäufe    |
| ------------------ | ---------------------------------------------------------------------- | ----------- |
| Deutschland (BVMI) | 2× Platin                                                              | 1.000.000   |
| Europa (IFPI)      | Platin                                                                 | (1.000.000) |
| Österreich (IFPI)  | 3× Platin                                                              | 150.000     |
| Schweiz (IFPI)     | Platin                                                                 | 50.000      |
| Insgesamt          | 7× Platin ·                                                            | 1.200.000   |

### Die Schlümpfe – Total abgespaced
| Land/Region       | Auszeichnungen für Musikverkäufe (Land/Region, Auszeichnung, Verkäufe) | Verkäufe |
| ----------------- | ---------------------------------------------------------------------- | -------- |
| Österreich (IFPI) | Gold                                                                   | 25.000   |
| Insgesamt         | 1× Gold ·                                                              | 25.000   |

### Die Schlümpfe – Voll der Winter Vol. 4
| Land/Region        | Auszeichnungen für Musikverkäufe (Land/Region, Auszeichnung, Verkäufe) | Verkäufe |
| ------------------ | ---------------------------------------------------------------------- | -------- |
| Deutschland (BVMI) | Platin                                                                 | 500.000  |
| Österreich (IFPI)  | Platin                                                                 | 50.000   |
| Schweiz (IFPI)     | Platin                                                                 | 50.000   |
| Insgesamt          | 3× Platin ·                                                            | 600.000  |

### Die Schlümpfe – Wir singen hey ho! Vol. 14
| Land/Region    | Auszeichnungen für Musikverkäufe (Land/Region, Auszeichnung, Verkäufe) | Verkäufe |
| -------------- | ---------------------------------------------------------------------- | -------- |
| Schweiz (IFPI) | Gold                                                                   | 20.000   |
| Insgesamt      | 1× Gold ·                                                              | 20.000   |

### Hupikék Törpikék – 8: Hupikék Hópihék
| Land/Region     | Auszeichnungen für Musikverkäufe (Land/Region, Auszeichnung, Verkäufe) | Verkäufe |
| --------------- | ---------------------------------------------------------------------- | -------- |
| Ungarn (MAHASZ) | Gold                                                                   | 50.000   |
| Insgesamt       | 1× Gold ·                                                              | 50.000   |

### Hupikék Törpikék – 9: Örökzöldek Hupikékben
| Land/Region     | Auszeichnungen für Musikverkäufe (Land/Region, Auszeichnung, Verkäufe) | Verkäufe |
| --------------- | ---------------------------------------------------------------------- | -------- |
| Ungarn (MAHASZ) | Gold                                                                   | 25.000   |
| Insgesamt       | 1× Gold ·                                                              | 25.000   |

### Hupikék Törpikék – 10: Hepi Hupileum
| Land/Region     | Auszeichnungen für Musikverkäufe (Land/Region, Auszeichnung, Verkäufe) | Verkäufe |
| --------------- | ---------------------------------------------------------------------- | -------- |
| Ungarn (MAHASZ) | Gold                                                                   | 25.000   |
| Insgesamt       | 1× Gold ·                                                              | 25.000   |

### Les Schtroumpfs – La Schtroumpf Party
| Land/Region       | Auszeichnungen für Musikverkäufe (Land/Region, Auszeichnung, Verkäufe) | Verkäufe |
| ----------------- | ---------------------------------------------------------------------- | -------- |
| Frankreich (SNEP) | 2× Gold                                                                | 200.000  |
| Insgesamt         | 2× Gold ·                                                              | 200.000  |

### Les Schtroumpfs – La Schtroumpf Party Vol. 3
| Land/Region       | Auszeichnungen für Musikverkäufe (Land/Region, Auszeichnung, Verkäufe) | Verkäufe |
| ----------------- | ---------------------------------------------------------------------- | -------- |
| Frankreich (SNEP) | Gold                                                                   | 100.000  |
| Insgesamt         | 1× Gold ·                                                              | 100.000  |

### Los Pitufos – ¡¡A Bailar Pitufos!!
| Land/Region          | Auszeichnungen für Musikverkäufe (Land/Region, Auszeichnung, Verkäufe) | Verkäufe |
| -------------------- | ---------------------------------------------------------------------- | -------- |
| Spanien (Promusicae) | 2× Platin                                                              | 200.000  |
| Insgesamt            | 2× Platin ·                                                            | 200.000  |

### Los Pitufos – ¡¡Corazón Pitufo!!
| Land/Region          | Auszeichnungen für Musikverkäufe (Land/Region, Auszeichnung, Verkäufe) | Verkäufe |
| -------------------- | ---------------------------------------------------------------------- | -------- |
| Spanien (Promusicae) | Platin                                                                 | 100.000  |
| Insgesamt            | 1× Platin ·                                                            | 100.000  |

### Los Pitufos – Fiesta Pitufa
| Land/Region          | Auszeichnungen für Musikverkäufe (Land/Region, Auszeichnung, Verkäufe) | Verkäufe |
| -------------------- | ---------------------------------------------------------------------- | -------- |
| Spanien (Promusicae) | Platin                                                                 | 100.000  |
| Insgesamt            | 1× Platin ·                                                            | 100.000  |

### Los Pitufos – Los Pitufos 2000
| Land/Region          | Auszeichnungen für Musikverkäufe (Land/Region, Auszeichnung, Verkäufe) | Verkäufe |
| -------------------- | ---------------------------------------------------------------------- | -------- |
| Spanien (Promusicae) | Platin                                                                 | 100.000  |
| Insgesamt            | 1× Platin ·                                                            | 100.000  |

### Los Pitufos – ¡Van A Tope!
| Land/Region          | Auszeichnungen für Musikverkäufe (Land/Region, Auszeichnung, Verkäufe) | Verkäufe |
| -------------------- | ---------------------------------------------------------------------- | -------- |
| Spanien (Promusicae) | Platin                                                                 | 100.000  |
| Insgesamt            | 1× Platin ·                                                            | 100.000  |

### Smerfy – Smerfne Hity 1
| Land/Region  | Auszeichnungen für Musikverkäufe (Land/Region, Auszeichnung, Verkäufe) | Verkäufe |
| ------------ | ---------------------------------------------------------------------- | -------- |
| Polen (ZPAV) | 4× Platin                                                              | 400.000  |
| Insgesamt    | 4× Platin ·                                                            | 400.000  |

### Smerfy – Smerfne Hity 2
| Land/Region  | Auszeichnungen für Musikverkäufe (Land/Region, Auszeichnung, Verkäufe) | Verkäufe |
| ------------ | ---------------------------------------------------------------------- | -------- |
| Polen (ZPAV) | Platin                                                                 | 100.000  |
| Insgesamt    | 1× Platin ·                                                            | 100.000  |

### Smerfy – Smerfne Hity 3
| Land/Region  | Auszeichnungen für Musikverkäufe (Land/Region, Auszeichnung, Verkäufe) | Verkäufe |
| ------------ | ---------------------------------------------------------------------- | -------- |
| Polen (ZPAV) | Platin                                                                 | 100.000  |
| Insgesamt    | 1× Platin ·                                                            | 100.000  |

### Smerfy – Smerfne Hity 4
| Land/Region  | Auszeichnungen für Musikverkäufe (Land/Region, Auszeichnung, Verkäufe) | Verkäufe |
| ------------ | ---------------------------------------------------------------------- | -------- |
| Polen (ZPAV) | Platin                                                                 | 100.000  |
| Insgesamt    | 1× Platin ·                                                            | 100.000  |

### Smerfy – Smerfne Hity 8
| Land/Region  | Auszeichnungen für Musikverkäufe (Land/Region, Auszeichnung, Verkäufe) | Verkäufe |
| ------------ | ---------------------------------------------------------------------- | -------- |
| Polen (ZPAV) | Gold                                                                   | 50.000   |
| Insgesamt    | 1× Gold ·                                                              | 50.000   |

### Smerfy – Smerfna Zima
| Land/Region  | Auszeichnungen für Musikverkäufe (Land/Region, Auszeichnung, Verkäufe) | Verkäufe |
| ------------ | ---------------------------------------------------------------------- | -------- |
| Polen (ZPAV) | Platin                                                                 | 100.000  |
| Insgesamt    | 1× Platin ·                                                            | 100.000  |

### Smurfarna – Smurfhits 1
| Land/Region     | Auszeichnungen für Musikverkäufe (Land/Region, Auszeichnung, Verkäufe) | Verkäufe |
| --------------- | ---------------------------------------------------------------------- | -------- |
| Schweden (IFPI) | Platin                                                                 | 100.000  |
| Insgesamt       | 1× Platin ·                                                            | 100.000  |

### Smurfarna – Smurfhits 2
| Land/Region     | Auszeichnungen für Musikverkäufe (Land/Region, Auszeichnung, Verkäufe) | Verkäufe |
| --------------- | ---------------------------------------------------------------------- | -------- |
| Schweden (IFPI) | Platin                                                                 | 80.000   |
| Insgesamt       | 1× Platin ·                                                            | 80.000   |

### Smurfarna – Smurfhits 3
| Land/Region     | Auszeichnungen für Musikverkäufe (Land/Region, Auszeichnung, Verkäufe) | Verkäufe |
| --------------- | ---------------------------------------------------------------------- | -------- |
| Schweden (IFPI) | Platin                                                                 | 80.000   |
| Insgesamt       | 1× Platin ·                                                            | 80.000   |

### Smurfarna – Smurfhits 4
| Land/Region     | Auszeichnungen für Musikverkäufe (Land/Region, Auszeichnung, Verkäufe) | Verkäufe |
| --------------- | ---------------------------------------------------------------------- | -------- |
| Schweden (IFPI) | Platin                                                                 | 80.000   |
| Insgesamt       | 1× Platin ·                                                            | 80.000   |

### Smurfarna – Smurfhits 5
| Land/Region     | Auszeichnungen für Musikverkäufe (Land/Region, Auszeichnung, Verkäufe) | Verkäufe |
| --------------- | ---------------------------------------------------------------------- | -------- |
| Schweden (IFPI) | Platin                                                                 | 80.000   |
| Insgesamt       | 1× Platin ·                                                            | 80.000   |

### Smurfarna – Smurfhits 6
| Land/Region     | Auszeichnungen für Musikverkäufe (Land/Region, Auszeichnung, Verkäufe) | Verkäufe |
| --------------- | ---------------------------------------------------------------------- | -------- |
| Schweden (IFPI) | Gold                                                                   | 40.000   |
| Insgesamt       | 1× Gold ·                                                              | 40.000   |

### Smurfarna – Smurfhits 7
| Land/Region     | Auszeichnungen für Musikverkäufe (Land/Region, Auszeichnung, Verkäufe) | Verkäufe |
| --------------- | ---------------------------------------------------------------------- | -------- |
| Schweden (IFPI) | Gold                                                                   | 40.000   |
| Insgesamt       | 1× Gold ·                                                              | 40.000   |

### Smurfene – Basta Basta Finito
| Land/Region     | Auszeichnungen für Musikverkäufe (Land/Region, Auszeichnung, Verkäufe) | Verkäufe |
| --------------- | ---------------------------------------------------------------------- | -------- |
| Norwegen (IFPI) | —                                                                      | 35.000   |
| Insgesamt       | —                                                                      | 35.000   |

### Smurfene – I Smurfeland
| Land/Region     | Auszeichnungen für Musikverkäufe (Land/Region, Auszeichnung, Verkäufe) | Verkäufe |
| --------------- | ---------------------------------------------------------------------- | -------- |
| Norwegen (IFPI) | —                                                                      | 270.000  |
| Insgesamt       | —                                                                      | 270.000  |

### Smurfene – Jul i Smurfeland
| Land/Region     | Auszeichnungen für Musikverkäufe (Land/Region, Auszeichnung, Verkäufe) | Verkäufe |
| --------------- | ---------------------------------------------------------------------- | -------- |
| Norwegen (IFPI) | Gold                                                                   | 25.000   |
| Insgesamt       | 1× Gold ·                                                              | 25.000   |

### Smurfene – Smurfehits 1
| Land/Region     | Auszeichnungen für Musikverkäufe (Land/Region, Auszeichnung, Verkäufe) | Verkäufe |
| --------------- | ---------------------------------------------------------------------- | -------- |
| Norwegen (IFPI) | Platin                                                                 | 50.000   |
| Insgesamt       | 1× Platin ·                                                            | 50.000   |

### Smurfene – Smurfehits 2
| Land/Region     | Auszeichnungen für Musikverkäufe (Land/Region, Auszeichnung, Verkäufe) | Verkäufe |
| --------------- | ---------------------------------------------------------------------- | -------- |
| Norwegen (IFPI) | Platin                                                                 | 50.000   |
| Insgesamt       | 1× Platin ·                                                            | 50.000   |

### Smurfene – Smurfehits 3
| Land/Region     | Auszeichnungen für Musikverkäufe (Land/Region, Auszeichnung, Verkäufe) | Verkäufe |
| --------------- | ---------------------------------------------------------------------- | -------- |
| Norwegen (IFPI) | Platin                                                                 | 50.000   |
| Insgesamt       | 1× Platin ·                                                            | 50.000   |

### Smurfene – Smurfehits 4
| Land/Region     | Auszeichnungen für Musikverkäufe (Land/Region, Auszeichnung, Verkäufe) | Verkäufe |
| --------------- | ---------------------------------------------------------------------- | -------- |
| Norwegen (IFPI) | Gold                                                                   | 25.000   |
| Insgesamt       | 1× Gold ·                                                              | 25.000   |

### Smurfene – Smurfehits 5
| Land/Region     | Auszeichnungen für Musikverkäufe (Land/Region, Auszeichnung, Verkäufe) | Verkäufe |
| --------------- | ---------------------------------------------------------------------- | -------- |
| Norwegen (IFPI) | Gold                                                                   | 25.000   |
| Insgesamt       | 1× Gold ·                                                              | 25.000   |

### Smurfene – Smurfehits 6
| Land/Region     | Auszeichnungen für Musikverkäufe (Land/Region, Auszeichnung, Verkäufe) | Verkäufe |
| --------------- | ---------------------------------------------------------------------- | -------- |
| Norwegen (IFPI) | Gold                                                                   | 25.000   |
| Insgesamt       | 1× Gold ·                                                              | 25.000   |

### Smurfene – Sommer i Smurfeland
| Land/Region     | Auszeichnungen für Musikverkäufe (Land/Region, Auszeichnung, Verkäufe) | Verkäufe |
| --------------- | ---------------------------------------------------------------------- | -------- |
| Norwegen (IFPI) | —                                                                      | 110.000  |
| Insgesamt       | —                                                                      | 110.000  |

### Smurffit – Avaruudessa Vol. 5
| Land/Region     | Auszeichnungen für Musikverkäufe (Land/Region, Auszeichnung, Verkäufe) | Verkäufe |
| --------------- | ---------------------------------------------------------------------- | -------- |
| Finnland (IFPI) | Platin                                                                 | 57.986   |
| Insgesamt       | 1× Platin ·                                                            | 57.986   |

### Smurffit – Hip Hop Hitit Vol. 7
| Land/Region     | Auszeichnungen für Musikverkäufe (Land/Region, Auszeichnung, Verkäufe) | Verkäufe |
| --------------- | ---------------------------------------------------------------------- | -------- |
| Finnland (IFPI) | Platin                                                                 | 46.256   |
| Insgesamt       | 1× Platin ·                                                            | 46.256   |

### Smurffit – Hip Hop Hitit Vol. 8
| Land/Region     | Auszeichnungen für Musikverkäufe (Land/Region, Auszeichnung, Verkäufe) | Verkäufe |
| --------------- | ---------------------------------------------------------------------- | -------- |
| Finnland (IFPI) | Gold                                                                   | 28.817   |
| Insgesamt       | 1× Gold ·                                                              | 28.817   |

### Smurffit – Hokkus Pokkus Hitit! Vol. 14
| Land/Region     | Auszeichnungen für Musikverkäufe (Land/Region, Auszeichnung, Verkäufe) | Verkäufe |
| --------------- | ---------------------------------------------------------------------- | -------- |
| Finnland (IFPI) | Platin                                                                 | 30.002   |
| Insgesamt       | 1× Platin ·                                                            | 30.002   |

### Smurffit – Joulubileet Vol. 18
| Land/Region     | Auszeichnungen für Musikverkäufe (Land/Region, Auszeichnung, Verkäufe) | Verkäufe |
| --------------- | ---------------------------------------------------------------------- | -------- |
| Finnland (IFPI) | Platin                                                                 | 33.863   |
| Insgesamt       | 1× Platin ·                                                            | 33.863   |

### Smurffit – Kesähitit Vol. 4
| Land/Region     | Auszeichnungen für Musikverkäufe (Land/Region, Auszeichnung, Verkäufe) | Verkäufe |
| --------------- | ---------------------------------------------------------------------- | -------- |
| Finnland (IFPI) | Gold                                                                   | 31.654   |
| Insgesamt       | 1× Gold ·                                                              | 31.654   |

### Smurffit – Lätkä Boogie Vol. 20
| Land/Region     | Auszeichnungen für Musikverkäufe (Land/Region, Auszeichnung, Verkäufe) | Verkäufe |
| --------------- | ---------------------------------------------------------------------- | -------- |
| Finnland (IFPI) | Gold                                                                   | 14.955   |
| Insgesamt       | 1× Gold ·                                                              | 14.955   |

### Smurffit – Leffaboogie Vol. 19
| Land/Region     | Auszeichnungen für Musikverkäufe (Land/Region, Auszeichnung, Verkäufe) | Verkäufe |
| --------------- | ---------------------------------------------------------------------- | -------- |
| Finnland (IFPI) | Platin                                                                 | 26.844   |
| Insgesamt       | 1× Platin ·                                                            | 26.844   |

### Smurffit – Megaidolit Vol. 12
| Land/Region     | Auszeichnungen für Musikverkäufe (Land/Region, Auszeichnung, Verkäufe) | Verkäufe |
| --------------- | ---------------------------------------------------------------------- | -------- |
| Finnland (IFPI) | Platin                                                                 | 49.734   |
| Insgesamt       | 1× Platin ·                                                            | 49.734   |

### Smurffit – Rakettihitit
| Land/Region     | Auszeichnungen für Musikverkäufe (Land/Region, Auszeichnung, Verkäufe) | Verkäufe |
| --------------- | ---------------------------------------------------------------------- | -------- |
| Finnland (IFPI) | Gold                                                                   | 20.882   |
| Insgesamt       | 1× Gold ·                                                              | 20.882   |

### Smurffit – RapRockHitit Vol. 10
| Land/Region     | Auszeichnungen für Musikverkäufe (Land/Region, Auszeichnung, Verkäufe) | Verkäufe |
| --------------- | ---------------------------------------------------------------------- | -------- |
| Finnland (IFPI) | 2× Platin                                                              | 62.127   |
| Insgesamt       | 2× Platin ·                                                            | 62.127   |

### Smurffit – Suomihitit 2012 Vol. 21
| Land/Region     | Auszeichnungen für Musikverkäufe (Land/Region, Auszeichnung, Verkäufe) | Verkäufe |
| --------------- | ---------------------------------------------------------------------- | -------- |
| Finnland (IFPI) | Gold                                                                   | 12.611   |
| Insgesamt       | 1× Gold ·                                                              | 12.611   |

### Smurffit – Super-Hyper Hitit Vol. 13
| Land/Region     | Auszeichnungen für Musikverkäufe (Land/Region, Auszeichnung, Verkäufe) | Verkäufe |
| --------------- | ---------------------------------------------------------------------- | -------- |
| Finnland (IFPI) | Platin                                                                 | 34.743   |
| Insgesamt       | 1× Platin ·                                                            | 34.743   |

### Smurffit – Tanssihitit Vol. 1
| Land/Region     | Auszeichnungen für Musikverkäufe (Land/Region, Auszeichnung, Verkäufe) | Verkäufe |
| --------------- | ---------------------------------------------------------------------- | -------- |
| Finnland (IFPI) | 3× Platin                                                              | 174.608  |
| Insgesamt       | 3× Platin ·                                                            | 174.608  |

### Smurffit – Tanssihitit Vol. 2
| Land/Region     | Auszeichnungen für Musikverkäufe (Land/Region, Auszeichnung, Verkäufe) | Verkäufe |
| --------------- | ---------------------------------------------------------------------- | -------- |
| Finnland (IFPI) | Platin                                                                 | 77.154   |
| Insgesamt       | 1× Platin ·                                                            | 77.154   |

### Smurffit – Tanssihitit Vol. 3
| Land/Region     | Auszeichnungen für Musikverkäufe (Land/Region, Auszeichnung, Verkäufe) | Verkäufe |
| --------------- | ---------------------------------------------------------------------- | -------- |
| Finnland (IFPI) | Platin                                                                 | 92.581   |
| Insgesamt       | 1× Platin ·                                                            | 92.581   |

### Smurffit – Tykkihitit Vol. 11
| Land/Region     | Auszeichnungen für Musikverkäufe (Land/Region, Auszeichnung, Verkäufe) | Verkäufe |
| --------------- | ---------------------------------------------------------------------- | -------- |
| Finnland (IFPI) | Platin                                                                 | 36.818   |
| Insgesamt       | 1× Platin ·                                                            | 36.818   |

### Smurffit – Vuosituhannen bileet Vol. 6
| Land/Region     | Auszeichnungen für Musikverkäufe (Land/Region, Auszeichnung, Verkäufe) | Verkäufe |
| --------------- | ---------------------------------------------------------------------- | -------- |
| Finnland (IFPI) | Gold                                                                   | 34.213   |
| Insgesamt       | 1× Gold ·                                                              | 34.213   |

### Šmoulové – Šmoulí-Super-Disko-Šou
| Land/Region       | Auszeichnungen für Musikverkäufe (Land/Region, Auszeichnung, Verkäufe) | Verkäufe |
| ----------------- | ---------------------------------------------------------------------- | -------- |
| Tschechien (IFPI) | —                                                                      | 250.000  |
| Insgesamt         | —                                                                      | 250.000  |

### Šmoulové – První Zimní Šmoulympiáda
| Land/Region       | Auszeichnungen für Musikverkäufe (Land/Region, Auszeichnung, Verkäufe) | Verkäufe |
| ----------------- | ---------------------------------------------------------------------- | -------- |
| Tschechien (IFPI) | —                                                                      | 130.000  |
| Insgesamt         | —                                                                      | 130.000  |

### The Smurfs – Best of Friends
| Land/Region | Auszeichnungen für Musikverkäufe (Land/Region, Auszeichnung, Verkäufe) | Verkäufe |
| ----------- | ---------------------------------------------------------------------- | -------- |
| Kanada (MC) | Gold                                                                   | 50.000   |
| Insgesamt   | 1× Gold ·                                                              | 50.000   |

### The Smurfs – Father Abraham in Smurfland
| Land/Region | Auszeichnungen für Musikverkäufe (Land/Region, Auszeichnung, Verkäufe) | Verkäufe |
| ----------- | ---------------------------------------------------------------------- | -------- |
| Kanada (MC) | Gold                                                                   | 50.000   |
| Insgesamt   | 1× Gold ·                                                              | 50.000   |

### The Smurfs – Smurfing Sing Song
| Land/Region | Auszeichnungen für Musikverkäufe (Land/Region, Auszeichnung, Verkäufe) | Verkäufe |
| ----------- | ---------------------------------------------------------------------- | -------- |
| Kanada (MC) | 2× Platin                                                              | 200.000  |
| Insgesamt   | 2× Platin ·                                                            | 200.000  |

### The Smurfs – Smurfs Go Pop
| Land/Region                  | Auszeichnungen für Musikverkäufe (Land/Region, Auszeichnung, Verkäufe) | Verkäufe |
| ---------------------------- | ---------------------------------------------------------------------- | -------- |
| Vereinigtes Königreich (BPI) | 2× Platin                                                              | 600.000  |
| Insgesamt                    | 2× Platin ·                                                            | 600.000  |

### The Smurfs – The Smurfs All Star Show
| Land/Region | Auszeichnungen für Musikverkäufe (Land/Region, Auszeichnung, Verkäufe) | Verkäufe |
| ----------- | ---------------------------------------------------------------------- | -------- |
| Kanada (MC) | 2× Platin                                                              | 200.000  |
| Insgesamt   | 2× Platin ·                                                            | 200.000  |

### The Smurfs – The Smurfs Christmas Party (EMI TV)
| Land/Region                  | Auszeichnungen für Musikverkäufe (Land/Region, Auszeichnung, Verkäufe) | Verkäufe |
| ---------------------------- | ---------------------------------------------------------------------- | -------- |
| Vereinigtes Königreich (BPI) | Platin                                                                 | 300.000  |
| Insgesamt                    | 1× Platin ·                                                            | 300.000  |

### The Smurfs – The Smurfs Christmas Party (Parlophone)
| Land/Region                  | Auszeichnungen für Musikverkäufe (Land/Region, Auszeichnung, Verkäufe) | Verkäufe |
| ---------------------------- | ---------------------------------------------------------------------- | -------- |
| Vereinigtes Königreich (BPI) | Platin                                                                 | 300.000  |
| Insgesamt                    | 1× Platin ·                                                            | 300.000  |

### The Smurfs – The Smurfs Hits ’97 (EMI TV)
| Land/Region                  | Auszeichnungen für Musikverkäufe (Land/Region, Auszeichnung, Verkäufe) | Verkäufe |
| ---------------------------- | ---------------------------------------------------------------------- | -------- |
| Vereinigtes Königreich (BPI) | Gold                                                                   | 100.000  |
| Insgesamt                    | 1× Gold ·                                                              | 100.000  |

### The Smurfs – The Smurfs Hits ’97 (Parlophone)
| Land/Region                  | Auszeichnungen für Musikverkäufe (Land/Region, Auszeichnung, Verkäufe) | Verkäufe |
| ---------------------------- | ---------------------------------------------------------------------- | -------- |
| Vereinigtes Königreich (BPI) | Gold                                                                   | 100.000  |
| Insgesamt                    | 1× Gold ·                                                              | 100.000  |

### Vader Abraham im Land der Schlümpfe
| Land/Region        | Auszeichnungen für Musikverkäufe (Land/Region, Auszeichnung, Verkäufe) | Verkäufe |
| ------------------ | ---------------------------------------------------------------------- | -------- |
| Deutschland (BVMI) | Platin                                                                 | 500.000  |
| Insgesamt          | 1× Platin ·                                                            | 500.000  |

## Auszeichnungen nach Singles

### Das Lied der Schlümpfe
| Land/Region        | Auszeichnungen für Musikverkäufe (Land/Region, Auszeichnung, Verkäufe) | Verkäufe |
| ------------------ | ---------------------------------------------------------------------- | -------- |
| Deutschland (BVMI) | Platin                                                                 | 500.000  |
| Insgesamt          | 1× Platin ·                                                            | 500.000  |

### De Smurfen – No Limit
| Land/Region        | Auszeichnungen für Musikverkäufe (Land/Region, Auszeichnung, Verkäufe) | Verkäufe |
| ------------------ | ---------------------------------------------------------------------- | -------- |
| Niederlande (NVPI) | Platin                                                                 | 75.000   |
| Insgesamt          | 1× Platin ·                                                            | 75.000   |

### Die Schlümpfe – Schlumpfen Cowboy Joe
| Land/Region        | Auszeichnungen für Musikverkäufe (Land/Region, Auszeichnung, Verkäufe) | Verkäufe |
| ------------------ | ---------------------------------------------------------------------- | -------- |
| Deutschland (BVMI) | Gold                                                                   | 250.000  |
| Österreich (IFPI)  | Gold                                                                   | 25.000   |
| Insgesamt          | 2× Gold ·                                                              | 275.000  |

### Les Schtroumpfs – No No No (Limit)
| Land/Region       | Auszeichnungen für Musikverkäufe (Land/Region, Auszeichnung, Verkäufe) | Verkäufe |
| ----------------- | ---------------------------------------------------------------------- | -------- |
| Frankreich (SNEP) | Gold                                                                   | 250.000  |
| Insgesamt         | 1× Gold ·                                                              | 250.000  |

### Smurffit – Heilutaan Megaidolit
| Land/Region     | Auszeichnungen für Musikverkäufe (Land/Region, Auszeichnung, Verkäufe) | Verkäufe |
| --------------- | ---------------------------------------------------------------------- | -------- |
| Finnland (IFPI) | Gold                                                                   | 8.000    |
| Insgesamt       | 1× Gold ·                                                              | 8.000    |

### The Smurfs – Dippety Day
| Land/Region                  | Auszeichnungen für Musikverkäufe (Land/Region, Auszeichnung, Verkäufe) | Verkäufe |
| ---------------------------- | ---------------------------------------------------------------------- | -------- |
| Vereinigtes Königreich (BPI) | Silber                                                                 | 250.000  |
| Insgesamt                    | 1× Silber ·                                                            | 250.000  |

### The Smurfs – I’ve Got a Little Puppy
| Land/Region                  | Auszeichnungen für Musikverkäufe (Land/Region, Auszeichnung, Verkäufe) | Verkäufe |
| ---------------------------- | ---------------------------------------------------------------------- | -------- |
| Vereinigtes Königreich (BPI) | Silber                                                                 | 200.000  |
| Insgesamt                    | 1× Silber ·                                                            | 200.000  |

### The Smurfs – The Smurf Song
| Land/Region                  | Auszeichnungen für Musikverkäufe (Land/Region, Auszeichnung, Verkäufe) | Verkäufe |
| ---------------------------- | ---------------------------------------------------------------------- | -------- |
| Vereinigtes Königreich (BPI) | Gold                                                                   | 500.000  |
| Insgesamt                    | 1× Gold ·                                                              | 500.000  |

## Statistik und Quellen
| Land/RegionAuszeichnungen für Musikverkäufe (Land/Region, Auszeichnungen, Verkäufe, Quellen) | Silber     | Gold       | Platin       | Verkäufe    | Quellen                                                 |
| -------------------------------------------------------------------------------------------- | ---------- | ---------- | ------------ | ----------- | ------------------------------------------------------- |
| Belgien (BRMA)                                                                               | —          | 6× Gold6   | —            | 130.000     | ultratop.be BE2                                         |
| Deutschland (BVMI)                                                                           | —          | 11× Gold11 | 8× Platin8   | 6.500.000   | musikindustrie.de                                       |
| Europa (IFPI)                                                                                | —          | —          | 2× Platin2   | (2.000.000) | ifpi.org                                                |
| Finnland (IFPI)                                                                              | —          | 7× Gold7   | 15× Platin15 | 873.848     | ifpi.fi                                                 |
| Frankreich (SNEP)                                                                            | —          | 4× Gold4   | —            | 550.000     | infodisc.fr snepmusique.com                             |
| Kanada (MC)                                                                                  | —          | 2× Gold2   | 4× Platin4   | 500.000     | musiccanada.com                                         |
| Niederlande (NVPI)                                                                           | —          | 3× Gold3   | 5× Platin5   | 560.000     | nvpi.nl                                                 |
| Norwegen (IFPI)                                                                              | —          | 4× Gold4   | 3× Platin3   | 665.000     | ifpi.no (Memento vom 24. Juli 2011 im Internet Archive) |
| Österreich (IFPI)                                                                            | —          | 7× Gold7   | 10× Platin10 | 670.000     | ifpi.at                                                 |
| Polen (ZPAV)                                                                                 | —          | Gold1      | 8× Platin8   | 850.000     | olis.pl                                                 |
| Schweden (IFPI)                                                                              | —          | 2× Gold2   | 5× Platin5   | 500.000     | sverigetopplistan.se                                    |
| Schweiz (IFPI)                                                                               | —          | 3× Gold3   | 5× Platin5   | 320.000     | hitparade.ch                                            |
| Spanien (Promusicae)                                                                         | —          | —          | 6× Platin6   | 600.000     | mediafire.com: #1 #2                                    |
| Tschechien (IFPI)                                                                            | —          | —          | —            | 380.000     | Einzelnachweise                                         |
| Ungarn (MAHASZ)                                                                              | —          | 3× Gold3   | —            | 100.000     | slagerlistak.hu                                         |
| Vereinigtes Königreich (BPI)                                                                 | 2× Silber2 | 3× Gold3   | 4× Platin4   | 2.350.000   | bpi.co.uk                                               |
| Insgesamt                                                                                    | 2× Silber2 | 56× Gold56 | 75× Platin75 |             |                                                         |